# ولاء إقليمي
ولاء إقليمي أو النزعة المحلية هي ولاء الفرد لمنطقته أو الجزء الذي ينتمي إليه من البلاد، بدل الولاء للبلد كاملًا. 

## في المملكة المتحدة
تُلاحظ الإقليمية بوضوح في الدولة المكونة لاسكتلندا، حيث نشأت العديد من المنظمات والأحزاب السياسية الإقليمية/الانفصالية منذ أوائل العشرينيات من القرن الماضي، والتي بدأت بالرابطة الوطنية الاسكتلندية. وترتبط الإقليمية اليوم بشكل قوي بالحزب القومي الإسكتلندي، والذي يمكن وصفه بأنه حزب إقليمي وانفصالي في نفس الوقت. إذ يدعو هذا الحزب لاستقلال اسكتلندا وللحكم الذاتي فيها في حال بقيت جزءًا من المملكة المتحدة.

## في الولايات المتحدة
تُشير الإقليمية في أمريكا عام 1800 إلى أنماط الحياة المختلفة، والبنى الاجتماعية، والعادات، والقيم السياسية للشمال والجنوب. إذ وصلت التوترات الإقليمية إلى ذروتها خلال حرب عام 1812، ما أدى إلى اتفاقية هارتفورد التي أظهرت استياء الشمال من الحظر التجاري الخارجي الذي أثر على الشمال الصناعي بشكل غير متناسب، وتسوية الثلاثة أخماس، وإضعاف القوة الشمالية من قبل الولايات الجديدة، وتعاقب رؤساء الجنوب. ازدادت الإقليمية باطراد في فترة 1800-1850 مع بدء الشمال بالتصنيع والتمدن وبناء المصانع الناجحة، بينما ركز الجنوب العميق على الزراعة القائمة على عمل العبيد، إلى جانب الزراعة كمورد رزق للبيض الفقراء الذين لا يملكون عبيدًا. دافع الجنوبيون عن العبودية من خلال الادعاء بأن عمال المصانع الشمالية يكدحون في ظل ظروف أسوأ ولا يهتم بهم أصحاب عملهم. أشار المدافعون عن العبودية أيضًا إلى عمال المصانع باسم «العبيد البيض في الشمال».
وفي الوقت نفسه، استفاد الصناعيون والعمال الشماليون من نظام العبودية، حتى مع شجب بعض الساسة والزعماء الدينيين الشماليين له. امتد الجنوب إلى أراضٍ جديدة غنية في الجنوب الغربي (من ألاباما إلى تكساس). ومع ذلك، انخفضت نسبة العبودية في الولايات الحدودية وبالكاد كانت موجودة في المدن والمناطق الصناعية (حيث كانت تتلاشى في مدن مثل بالتيمور ولويفيل وسانت لويس)، لذلك كان الجنوب القائم على العبودية ريفيًا وغير صناعي. من ناحية أخرى، مع ارتفاع الطلب على القطن، ارتفع سعر العبيد، إذ اعتُبروا ضرورة لحصاد القطن وتنقيته. ناقش المؤرخون ما إذا كانت الاختلافات الاقتصادية بين الشمال الشرقي الصناعي والجنوبي الزراعي قد ساعدت في حدوث الحرب الأهلية. يختلف بعض المؤرخين الآن مع الحتمية الاقتصادية للمؤرخ تشارلز بيرد في عشرينيات القرن العشرين، ويؤكدون أن اقتصادات الشمال والجنوب كانت متكاملة بشكل كبير.
يتفق المؤرخون على أن المؤسسات الاجتماعية والثقافية كانت مختلفة تمامًا بين الشمال والجنوب. حيث امتلك الرجال الأثرياء كل الأراضي الجيدة في الجنوب، وتركوا للمزارعين البيض الفقراء أراضٍ هامشية ذات إنتاجية منخفضة. جعلت المخاوف من ثورات العبيد والدعاية لإلغاء العبودية الجنوب عدائيًا تجاه الأفكار المشبوهة. كان أعضاء وساسة الحزب الجمهوري المشكل حديثًا ينتقدون بشدة المجتمع الجنوبي وقالوا إن نظام العمل الحر المعمول به في الشمال أدى إلى مزيد من الرخاء. ويستشهد الجمهوريون الذين ينتقدون نظام العبودية الجنوبي عادة بالنمو السكاني الأكبر في الولايات الشمالية، إلى جانب النمو السريع في المصانع والمزارع والمدارس كدليل على تفوق نظام العمل الحر.
جادل الجنوبيون بأن الشمال هو الذي كان يتغير، وكان عرضة لـ «أفكار» جديدة، في حين بقي الجنوب وفيًا للقيم الديمقراطية التاريخية للآباء المؤسسين (الذين كان معظمهم يمتلكون العبيد، مثل واشنطن وجيفرسون وماديسون). إن مسألة قبول العبودية (تحت غطاء رفض الأساقفة والمبشرين الذين يمتلكون العبيد) سببت انقسام أكبر الطوائف الدينية (الكنائس الميثودية، والمعمدانية، والمشيخية) إلى طوائف منفصلة بين الشمال والجنوب. وقد جعل التصنيع سبعة من أصل كل ثمانية مهاجرين أوروبيين يستقرون في الشمال. وساهمت حركة مغادرة البيض للجنوب متجهين إلى الشمال في السلوك السياسي العدواني الجنوبي.
ووجدت الإقليمية أيضًا في الغرب الأمريكي. في أواخر القرن التاسع عشر، دعم المزارعون الحركة السياسية الشعبوية بسبب شعورهم بالاستغلال من قبل شركة السكك الحديدية التي تقع في الغرب.

## في إسبانيا
توجد الحالة الإقليمية في مناطق كتالونيا الإسبانية، والجزء الإسباني من بلاد البشكنش، وجليقية، وأندولسيا.

## في أوكرانيا
بعد انهيار الاتحاد السوفيتي في عام 1991، أصبحت أوكرانيا دولة وحدوية بحد ذاتها، ومع ذلك، فقد احتوت أيضًا على مناطق مكتظة بالسكان الروس. تسبب هذا بعدد من التمردات في جميع أنحاء الأجزاء الشرقية من البلاد، إذ حدثت في الجمهوريات المعلنة ذاتياً مثل جمهورية دونيتسك الشعبية وجمهورية لوغانسك الشعبية وشبه جزيرة القرم. والقرم هي محل خلاف بين كل من أوكرانيا والاتحاد الروسي. إذ عارضت العديد من الدول ضم روسيا لشبه جزيرة القرم. 

## في كندا
في عام 1977، بدأت مقاطعة كيبك حركة للاستقلال عن كندا، رغبة منها في أن تكون دولة مستقلة ناطقة بالفرنسية. كان هناك استفتاءان (1980 و1995) حول ما إذا كانت كيبك ستبقى كمقاطعة في كندا أو تصبح دولة مستقلة. فشل كلا الاستفتاءين، ما أبقى كيبك تحت حكم الحكومة الكندية. في الشمال، أعطت الحكومة الكندية للإنويت الأصليين في جميع أنحاء الأقاليم الشمالية الغربية وإقليم نونافوت قدرًا معينًا من الحكم الذاتي، ما سمح لهم بالحفاظ على ممارساتهم الثقافية.

## وصلات خارجية
- Sectionalism